# Tågebjergene
Tågebjergene (engelsk: Misty Mountains, sindarin: Hithaeglir) er en stor fiktiv bjergkæde i J. R. R. Tolkiens univers i bøgerne om Hobbitten og Silmarillion og trilogien om Ringenes Herre, samt i Peter Jacksons filmatisering af sidstnævnte. Ifølge Tolkien er den 1280 kilometer (795 mil) lang. 

## Geografi
Den løber fra nord til syd med landet Eriador østfor og den store flod Anduin vestfor. Det henholdsvis nordligste og sydligste bjerg er Gundabad og Methedras. Omtrent i midten af bjergkæden, gennem bjergene Caradhras, Celebdil og Fanuidhol, befinder dværgenes fantastiske by Moria sig. Der er to pas, hvor man kan krydse bjergkæden. De hedder Højpasset og Redhornpasset (også kaldet Caradhras-passet). Lige syd for bjerget Methedras løber floden Isen, som danner det såkaldte Rohanpas mellem Tågebjergene og en anden bjergkæde kaldet De Hvide Bjerge. Grunden til bjergkædens navn er, at den ofte er dækket af tåge.

## Handling

### Hobbitten
I Hobbitten benytter de tretten dværge, Gandalf og Bilbo sig af Højpasset, hvor de bliver taget til fange af orker. 

### Ringenes Herre
I Ringenes Herre benytter Ringens broderskab sig af Caradhras-passet. De bliver imidlertid forhindret fordi at en snestorm gør at de ikke kan fortsætte. Boromir mener han kan høre en stemme i luften, men Aragorn siger at det ikke er andet end vinden. Gimli snakker om at bjerget Caradhras er kendt som "den Grusomme" og har et dårligt ry også før Sauron. De starter et bål og venter til om morgenen, hvor de vender om. 
I Peter Jackson's film Ringenes Herre - Eventyret om Ringen er det Saruman, der forhindrer dem i at komme igennem passet, idet han bruger sine kræfter som troldmand, til at få et lyn til at slå ned i en tinde, og derved udløse et sneskred. Efter at være kommet ned fra passet diskuterer Ringens broderskab, hvilken vej de skal hen. Gandalf foreslår, at de drager igennem Moria til den anden side af bjergene. Det eneste andet medlem, der er interesseret i dette, er Gimli, da han er ivrig efter at se sin slægts gamle rige. Boromir foreslår, at de drager igennem Rohan-passet og derfra til Gondor. Men Gandalf siger, at ringen ikke må komme i nærheden af Isengard og Saruman og for at komme dertil, ville de skulle igennem mange øde egne, hvor der ingen steder var at gemme sig. Da de hører ulvehyl i luften beslutter de sig for at tage igennem Moria. På vejen til Moria's port bliver de angrebet af ulve, men det lykkes for dem at dræbe førerulven og så forsvinder resten af ulvene. Ved Moria's port bliver de angrebet af Vandets Vogter, men kommer ind i Moria, inden porten bliver ødelagt bag dem.

## Dannelse
Ifølge Silmarillion blev Tågebjergene dannet af valaen Melkor, i forsøget på at standse en anden vala kaldet Oromë, som ofte red rundt i dette område under jagt. Dengang var bjergene langt højere.